# 大悪司
『大悪司』（だいあくじ）は、2001年11月30日にアリスソフトから発売された18禁シミュレーションゲームである。
本作は『鬼畜王ランス』に続く「地域制圧型シミュレーション」第二弾であり、プレイヤーは極道となり、オオサカという一つの町を支配下におさめる内容である。後にグリーンバニーよりOVA版が発売された。

## システム
本作は架空の世界における、戦後復興期の日本の関西をモチーフとした町、オオサカを舞台としている。プレイヤーは極道の山本悪司となり、あらゆる手段を用いてオオサカの全てを支配下に置くことが目的である。取りうる手段には多くの犯罪行為が含まれているが、市職員に賄賂を提供することで見逃されている。
本作においては、「すけこまし」（女性を抱いて身も心も自分のものにする）と同じ意味の「こまし」（名詞）や「こます」（動詞）という単語が頻繁に登場する。
このため、本作においては拷問や凌辱の場面が多い。
ゲームは地域住民や他の組との抗争、犯罪・暴動への対処を通じて進んでいく。また、多くの登場人物に固有のエピソードがあり、プレイヤーの選択によってその運命が左右される。キャラクターの中には、Ranceシリーズゆかりの者も登場する。
また、本作はエンディング後にエピローグ（後日談）が解放される「キャラクリ」というシステムがあり、内容の重複を数えて全部で78人分用意されている。
全部で35あるオオサカの各地域は市当局ではなく地域管理組合（ヤクザ）が管理しており、力を誇示することで地域を自組合の管理下に置き資金を得ることができる。
売春宿やたこ焼き屋などを設置し、収益を上げることができる。
ゲーム内の時間は一週間を単位としており、全部で9種類のフェイズ（イベント、収支、捕虜、情報、地域、部下、調教、移動、戦闘、他組織）を順番に経る。
このうち、イベントフェイズは前週の行動の結果や偶発的に発生するイベントが展開されるフェイズであり、収支フェイズはその月の第4週の身に発生するフェイズである。
ほとんどのコマンドは週当たり一つずつしか実行できず、部下と面談しボーナスを支給したり、訓練したりすることは毎週一人にしかできない。また、施設の訪問や犯罪事件の解決、アイテムの回収、洞窟の探索など地域に関することも、膨大な選択肢がある中で毎週一つしか選べない。
さらに、本作では特定のキャラクターが自分の配下にいるか否かによってゲームの進行に影響が出ることもあり、例えばわかめ組の元幹部である島本純は情報通という設定であり、彼が不在の場合は情報フェイズで得られる情報の精度が下がる。
戦闘フェイズは6対6の集団戦が行う。基本は攻撃が当たった分だけ相手の体力が減るという単純な仕組みだが、体力があっても気力がないと何もできなくなる。戦闘は何度でも可能だが、同じ週に攻撃を繰り返すごとに必要資金が増加する。また、相手の体力を0にすると消滅する一方、弱らせると捕虜にすることができ、体力が0に近いほど捕虜にしやすくなる。捕虜は懐柔したりこまして部下にしたり、拷問にかけて情報を聞き出したり、売春宿で働かせたりできる。捕虜を調教することでより高級な娼婦にさせることができる一方、売春宿で働かせすぎると稼ぎが減ってしまう。
他勢力フェイズは、他勢力が行動するフェイズであり、プレイヤーの領地に侵入してくるほか、他勢力に潜入中のユニットを攻撃してくる。プレイヤーは反撃することもできるが、必要資金が必要となる。

## プロット
絶対男性上位国家ニホンは、新興の絶対女性上位国家ウィミィと太平洋戦争で戦った末に敗れ、支配下に置かれる。
この戦いに参加していた極道「わかめ組」の跡取り息子・山本悪司は復員し、戦後復興中のオオサカの町に帰郷する。
だが組はかつての部下の女性陣に乗っ取られており、悪司は力ずくで追い出されてしまう。 腹の虫が収まらない悪司は弱小の地域管理組合をのっとり、シマの奪回とオオサカ制圧を決意する。ウィミィの指導によりあらゆる組織の長は女性でなければならないため、悪司は影番として組合を仕切る。わかめ組との抗争では、進行によって麻薬が一つのテーマとして登場する。
わかめ組を壊滅させると、さらに他の組や新興宗教などとも抗争する。一般市民への影響が出始めると市は調停の場を設けるが、抗争は激化してゆき、ついには市長が停戦命令を下す事態となる。市の介入に不満を持った悪司は市長の失踪を企て、成功する。そして、選挙において対立候補のスキャンダル捏造や票の買収を駆使し、悪司は自分が信頼する者を市長に据える。
この後は異なる展開が複数用意されており、その一つを紹介する。かって悪司が性的交渉を持っていたウィミィの女性士官の怒りを買い、ウィミィ軍から悪司がいやがらせを受ける。反撃に出た悪司はオオサカの司令部を襲撃する。ウィミィの女性司令官をこまし、自分の女にすることでついに、オオサカの全てを支配下にする。
エピローグでは、特別な条件を満たすことができた登場人物の後日談と、悪司のその後の活躍が紹介される。

## 登場人物
（声優はOVA版のもの）

### 主要人物
山本悪司（やまもと あくじ）
声：松田たろう
本作の主人公でわかめ組の先代組長である山本百発の嫡子。
組織の次期当主として英才教育を受けてきたこともあり、文武両道に秀でてさらに女を道具（こましていいなりにさせる）として扱うことが出来る。
暴力、恐喝、強姦、拷問などあらゆる悪いことをするが、弱肉強食の世界でそういう行為が当たり前と育てられたため、罪悪感は一切無い。
岳画殺（たけが さつ）
声：高奈ゆか
山本一発の娘で、悪司の叔母にあたるる。本作における重要人物の一人に位置づけられており、死亡、捕縛、解雇などで悪司の元からいなくなるとゲームオーバーになる。
冷静、冷徹だが動物が好きな一面もある。戦闘力は高く、爆発物や火器を使いこなす。13歳で悪司とは三親等以内の親戚だが、条件を満たすとメインヒロインとしても登場し、その際は18歳で他人という設定になる。
山本一発（やまもと いっぱつ）
わかめ組のご隠居で悪司の祖父であり、多数の男たちを倒してきた過去を持つ。また、女好きでもあり、悪司以外にも血のつながった子どもが多数存在する。
愛機は丸太バイクのシルバー。
神原夕子（かんばら ゆうこ）
声：イナリヴィヴィアン
悪司の性教育係。本作における重要人物の一人に位置づけられており、死亡、捕縛、解雇などで悪司の元からいなくなるとゲームオーバーになる。
若き日に人身売買で売られ、若き日の悪司が女を知るためのおもちゃとして連れてこられた。かなり辛い過去だが、「なんとな〜く」うまく世の中を渡るすべを知っている。
悪司にとっては姉であり初めての女であり、大切な理解者である。
大杉剛（おおすぎ つよし）
声：体田肉男
わかめ組の元幹部で幼少の頃からの悪司の教育係。ヤクザ者として心構えや、武道を徹底的に悪司に教えてきた。

### ヒロイン
ここでは1周目のヒロイン候補を紹介する。
白民華（はく みんか）
声：藤小雪
コウベの中華料理屋「水陸両用」で働く少女で悪司の想われ人。悪司のことは好きだが、カタギの世界で生きていたためその生き方に納得できない。
彼女をヒロインにした場合、売春・こましが使えなくなるため、（本作の世界観では）やや特殊なプレイ方法とならざるを得なくなる。
加賀元子（かが もとこ）
声：岩田由貴
わかめ組の幹部で、父はわかめ組の元幹部・加賀太郎である。悪司の幼なじみとして育ってきたが、今は悪司と対立する立場にある。無口で冷静。
OVA版（本編）ではメインヒロインを務めた。
乃木喜久子（のぎ きくこ）
声：佐東梓央（佐藤詩央）
元日本軍の大将である乃木重彦の孫娘。礼儀正しい大和撫子だが、意外に芯が強い。祖父である乃木大将に接触する悪司に惹かれてしまう。

### 奉仕青年団
わかめ組の管理力が弱まり、無法地帯となったミドリガオカを何とかするために有志が集まって作った小規模な地域管理組合。その多くが戦争で夫や恋人を失いよりどころをなくした者たちで構成されている。
青葉曜子（あおば ようこ）
声：柊みかみ
奉仕青年団のリーダー。既婚者であり、夫は行方不明。悪司に抱かれた結果、自分も含めて組織ごと取られてしまう。
加古未来（かこ みらい）
声：宮本千鶴
奉仕青年団の団員。性的なことが好きで、玉の輿を狙っている。また、食い意地が張っている。語尾に「にゃり〜」とつけて話す。
衣笠智子（きぬがさ ともこ）
声：城川みずき
奉仕青年団の団員。真面目で内気な性格をしている。
裕木野枝実（ゆうき のえみ）
声：詠美
奉仕青年団の団員。ちょっぴり慌て者で蜜柑が好き。戦闘などで活躍する間もなく、タマネギに調教の館へ連れていかれる。
日陰密子（ひかげ みつこ）
奉仕青年団の団員で、悪司によって地下牢の管理者に任命される。暗くてじめじめした場所が好き。動物好きで、動物を捕縛すると彼女が持っているひみつ動物園に送ることが出来る。

### わかめ組
オオサカの西半分をテリトリーとし、東のピーチマウンテンとともに長らく町の秩序を維持してきた由緒正しい地域管理組合。ウィミィの政策により上層部が大幅に変更されたため命令系統や組内の人間関係が悪化。治安維持活動も滞るようになってしまい、住民からの信頼も喪失。半数以上の地域がわかめ組の管理下から離脱して、勢力が大幅に後退するなど創立以来最大の危機的状況にある。
市橋蘭（いちはし らん）
声：海原エレナ
元は一発の愛人だったが、ウィミィの政策によりわかめ組の組長になる。男を信用しておらず、わかめ組の組長として戻ってきた悪司と対立する。
森田愛（もりた あい）
声：有賀桃
わかめ組の幹部。頭が悪く、任侠やヤクザに心惹かれる。
辻屋晴子（つじや はるこ）
声：木下品子
わかめ組の幹部で、とある理由から悪司を憎んでいる。既婚者だが、配偶者とは別居中である。
島本純（しまもと じゅん）
声：ワッショイ太郎
わかめ組の元幹部。悪司を面白いデータだと思っており、組を抜けて悪司につく。情報収集能力に長け、悪司に色々な情報を与えてくれる。
タマネギ
声：一条和矢
元わかめ組所属の調教師。
ウィミィの政策により解雇されてしまい、悪司に雇ってくれるよう頼みに来る。どんな女も一人前の娼婦にしたてることが出来る。タマネギというあだ名は常に生タマネギを囓っていることに由来しており、本名は不明。妻子がいるほか、フナイにアダルトグッズ屋を営む兄「ニンジン」がいる。
小原小春（こはら こはる）
声：戸渡有里
タマネギと共にやってきた調教師。興味があることならどの分野でもマスターする才女で、調教師として雇わなかった場合は、新たな資金源としてGALバーガーの経営を提案してくる。
石原千手（いしはら せんじゅ）
タマネギと共にやってきた調教師の少年。年の割に女性の身体について非常に詳しい。
加賀太郎（かが たろう）
声：服部友一朗
元子の父で、わかめ組の中でも古参の幹部。悪司の父、百発と親友で、戦死報告が来た今も生存を信じている。
素敵医師（すてきいし）
声：木村雅彦
シコクからやってきたわかめ組の用心棒。元医師、現在は重度の麻薬中毒者。シコクを地獄の惨状にして指名手配されている。蘭に呼ばれて参上する。
デカオ
声：大生一斗
山本百発（やまもと ひゃっぱつ）
わかめ組の先代組長で悪司の父、一発の息子。積極的な悪司と違い慎重派であり、それで丁度バランスが取れていたらしい。戦争で従軍した際に行方不明となっており、作中には名前しか登場しない。

### 市議会
中山明里（なかやま あかり）
オオサカの市長。だが市長とは名ばかりであり、実務は秘書に任せっきりである。元々はウィミィの占領政策で失脚した市長の妻であり、本人はいたって平凡な人物であった。
森薫（もり かおる）
市議会治安課課長であり、内政の行えない市長に代わって現在一番発言力を持っている。野心家であり、市長の座を虎視眈々と狙っている。
鴉葉月（からすば つき）
管理課に属する市議会職員で、奉仕青年団を担当している。青年団の補助金の七割以上を掠め取っていた小悪党。悪司との取引により、金を支払う代わりに色々裏で手を回してくれるようになる。
山沢麻美（やまざわ あさみ）
管理課に属する市議会職員で、わかめ組を担当している。まじめで正義感溢れる人柄であり、蘭に何度かわかめ組に勧誘されているが断っている。戦闘力、内政能力共に高く非常に有能な人物。

### 観世那古真燈教（那古教）
オオサカ西部に影響力を持つ新興宗教。
由女（ゆめ）
声：内野ぽち
敵対勢力「観世那古真燈教」の教祖。自らの血で他者を治療する能力を持つ。過去の記憶を失っているが、元々はイハビーラ・Meの研究体の一人であり、両性具有でもある。逃亡し海に流れているところを陽子に救われた。
古宮陽子（こみや ようこ）
声：世垂子
那古教幹部である聖女の一人であり、治安維持部隊を束ねる。後に一部権限を遙に任せ、由女の警護に重きを置くようになる。何よりも由女を大事に思っている。
月瀬寧々（つきがせ ねね）
声：海原エレナ
那古教幹部である聖女の一人で、陽子の古馴染み。教団内では参謀的な立ち位置であり、経理や内務を一手に取り仕切る。
土岐遙（とき はるか）
那古教幹部の聖女の一人であるが、もともとの創立メンバーとは一切関係がなく、信者の中から選ばれた新任の聖女。居合いの使い手で那古教最強の実力を持つが、気弱で自分に自信がない。
野山めぐる（のやま めぐる）
声：紫華すみれ
竹槍で戦闘機を撃墜したこともある、豪快な田舎娘。
筒井朝顔（つつい あさがお）
声：向日葵
重度の露出狂。
由女の僕（ゆめのしもべ）
声：ポキ〜ル負傷兵、ポキ〜ルZ
かつて熱拳道場に通っていた熱拳七人衆と呼ばれた高弟達。道場を捨てて那古教に入信した。その際掟に従い自分の顔を焼き、名を捨てている。

### ピーチマウンテン (PM)
わかめ組と双璧を成すオオサカ東部一帯を支配する由緒正しい地域管理組合。わかめ組が一気に衰退した結果、オオサカの地域管理組合では最大の勢力を持つ。
桃山リンダ（ももやま リンダ）
声：佐藤詩央
敵対勢力「ピーチマウンテン」の代表で、幼い年齢に反して頭が切れる人物である。口癖は「ちゅるせ」。
支倉ハイネ（はせくら ハイネ）
桃山家に仕える支倉家の当主で、リンダの執事兼用心棒。水の属性の持ち主。武と文の両方において凄まじい力を見せる。
支倉アエン（はせくら アエン）
声：イナリヴィヴィアン
支倉家の長女でキリカの双子の姉。火の属性を持つ。跡継ぎではあるが鍛錬をよくサボっているため実力はキリカより下。ハイネが昔からリンダの世話で付きっ切りだったためリンダに父親を取られたと思っており、リンダと父親に反発している。
支倉キリカ（はせくら キリカ）
支倉家の次女でアエンの双子の妹。水の属性を持つ。アエンとは違い真面目に鍛錬をこなしているため実力はアエンより上だが、キリカ自身は姉のほうが才能があると思っており、よく反発している姉のことを心配している。支倉家の役割を理解しているため文句を言うことはない。リンダ曰く「よくできた子」。
盾（たて）
アエンの部下。常に無口で無表情であるが、アエンに絶対の忠誠を誓っている。
春風（はるかぜ）
アエンの部下。戦時中のオオアナで被害を受け、記憶を失ったところをアエンに拾われたという経緯を持つ。そのためアエンを非常に慕っている。
今川クルス（いまがわ クルス）
キリカの部下。支倉家の親戚の家柄出身。いつも笑顔で冷静な判断を下す。
佐々木鹿の子（ささき かのこ）
キリカの部下で、のんびりとした口調と動作が特徴である。味噌汁の中にバナナを入れるほどの果物大好き。現在はドリアンが大好物で、ドリアンのためなら組織も裏切れる。

### ウィミィ
北米大陸に位置する超大国で日本を戦争で下し、極端な女尊男卑・女性至上主義を蔓延させた国家。本国では男性の選挙権を剥奪しており、作中日本の描写以上に女性至上主義が蔓延しているが、極端な女性優遇政策により既に政府上層部は腐敗しきっており、同国人のプリシラからも否定的に見られている。次の侵略目標として中国に狙いを付けている模様。
地域管理組合ではないが、オオサカに駐屯地が存在し、軍隊であるため圧倒的な質と戦力を有する。
シーネル・ブラウン
声：平コスモ
敵対勢力「ウィミィ」進駐軍の司令官。階級は少佐。その他のウィミィの例に漏れず徹底した女尊男卑主義者。
ジュディ・カワード
声：夏木マヤ
エデンの警備隊長。
イハビーラ・Me（イハビーラ メッコー）
声：北条明日香
ウィミィのマッドサイエンティスト。元男性。
2周目以降にラスボスになるルートがあり、OVA版の本編ではそのルートを踏襲している。
プリシラ・ヴァドル
声：藤村亜季
ウィミィ人の空軍士官（パイロット）で中佐。戦地で悪司と出会い、抱かれた経験が忘れられない。
ヘンリー・ルービン
声：尾股都雲
ウィミィの教育者を務める男性。

### その他
中山多恵子（なかやま たえこ）
声：春奈有美
明里の娘で、五十鈴伊万里（いすず いまり、声：のぞみ）という友人がいる。

## 開発
本作の開発の中心人物であるTADAは、『鬼畜王ランス』のような地域制圧型シミュレーションゲームを作りたいと考え、次にかわいそうなヒロインを多数登場させたいと考えた結果、悪党を主人公に据えることにした。
また、TADAは『RanceV』の開発の失敗などで精神的に疲弊していたが、本作の開発の中でメイン原画の織音が積極的に活動する姿を見て元気を取り戻し、のちに『ランス5D』の開発に乗り出した。

## スタッフ
- 監督 - TADA[4]
- メインプログラム - しげ
- シナリオ - とり、上田庄吾
- 原画 - 織音[4]、おにぎりくん、MIN-NARAKEN、ちょも山
- 音楽 - DORAGONATTACK

## 反響
発売前、題材がヤクザであることに加え、典型的な萌えキャラクターがいないことから、TADAは本作があまり売れないだろうと考えていた。
だが、実際は『鬼畜王ランス』に続く地域制圧型シミュレーションゲームとして、発売前から期待されていた。また、業界でも本作に関連した盛り上がりをみせており、たとえばF&C FC02は『Piaキャロットへようこそ!!3』の発売日を本作と同じ11月30日にしている。
発売後も、やり込み性の高さなどから熱狂的な人気を博した一方、凌辱シーンや拷問シーンの多さについては意見が分かれた。

### 人気投票・批評
本作は、美少女ゲーム雑誌BugBugの「2001年読者が選ぶ美少女ゲーム年間ランキング」の総合部門とサウンド部門とゲーム性部門で1位を獲得したほか、シナリオ部門で3位に、グラフィック部門で4位にランクインした。さらに同ランキングのキャラクター部門においては、主人公の山本悪司が23位にランクインした。
同誌の2002年4月号に掲載された企画「言いたいホーダイ2001年 編集部㊙座談会」において、当時同誌の編集部に所属していたりっちぃは、総合部門での結果について同誌らしいと発言している。
当時同誌の副編集長を務めていたでも、プレイヤーがモチベーションを保てる仕組みになっている点を評価している一方で、本作は自分でストーリーを構築する作品であるにも拘わらずシナリオ部門で上位にランクインするのはシナリオの構築が上手なのだろうと分析している。
発売から20年近く後の2020年、BugBugが運営するニュースサイト・BugBug.NEWSにて本作のレビューが掲載された。
レビュアーは、戦後復興期をモチーフに、薬物や人身売買が横行する上にヤクザや進駐軍や宗教団体と闘うという混とんとした世界観は、当時のアダルトゲームでは珍しいと述べ、その内容を『はだしのゲン』にたとえている。それがゆえに、もしヒロインが誘拐された場合はもう二度と戻ってこないという絶望感を味わうようなリアリティがあるとも述べている。同様の理由から、レビュアーは本作においては暴力的なHシーンは必須だと述べている。レビュアーはキャラクターたちが魅力的であるからこそ、プレイヤーがどうすれば悲惨な展開を回避できるか模索できるとも述べている。その中でもレビュアーはメインヒロインの岳画殺を挙げており、古風な物腰と、強者に立ち向かう覚悟を持つ姿が主人公のようだと述べている。
また、レビュアーはドライに極道を歩む主人公の山本悪司の行動理念が新鮮であるとし、『Rance』シリーズのランスとは違うタイプのアンチヒーロー像を確立していると述べている。さらに、レビュアーは必要とあらば女だろうが慕う者だろうが平気で殺すほどの実利主義と、身内に対して実利を無視してまで尽くすという相反した性質が、悪司を芯の通った熱きアンチヒーローにしていると評価している。
加えて、レビュアーは本作のテーマが一般受けするとは思えないにもかかわらず大ヒットした理由として、ゲームバランスの良さを挙げている。
レビュアーは本作の音楽も任侠の世界を強調するような音楽だと評価している。

### 後世への影響
本作の登場人物の何人かは、『Rance』シリーズにも登場している。

## 関連商品

### OVA
グリーンバニーよりVHS・DVDで発売されたもの。全六巻+番外編二巻で、全て18禁である。
各タイトル
- 前戯のススメ（発売日：2003年8月28日）
- 一発目「悪司帰還」（発売日：2003年11月27日）
- 二発目「悪司組誕生」（発売日：2004年2月26日）
- 三発目「アシヤ制圧」（発売日：2004年5月28日）
- 四発目「那古神」（発売日：2004年8月27日）
- 五発目「エデン」（発売日：2004年11月26日）
- 六発目「大団円」（発売日：2005年2月25日）
- 番外編「殺繚乱」（発売日：2005年5月27日）

2006年にスペインの地上波テレビ「La Sexta」がこのアニメを深夜に放送した。しかし、一般視聴者や保守系団体などから幼児ポルノの要素が含まれると批判をあびたため、同局は放送を中止した。これに対して、一部のスペイン人のアニメファンが放送を続けるべきと主張して議論になった。この論争は、現地の新聞、テレビでも報道された。ちなみに問題になった番外編「殺繚乱」はゲーム本編同様の設定で、ヒロインの岳画殺のみ年齢が向上し18歳になっている（免許証を見せるシーンもある）。
主題歌
- 「Woman Needs Love」（二発目-六発目 ED）
  - 歌 - 悪司組（山本悪司/岳画殺/加賀元子/由女/タマネギ） / 作詞 - ドン・パラート / 作曲 - 杉本洋祐 / 編曲 - 千頭一

- 「Dream Alone」（番外編「殺繚乱」ED）
  - 歌 - 高奈ゆか / 作詞 - 多磨小路 / 作曲 - 杉本洋祐 / 編曲 - 千頭一

### カードゲーム
Lycee
シルバーブリッツのカードゲーム、Lyceeに参戦している。収録エキスパンションは、Alicesoft1.1など。